# Wally Brown

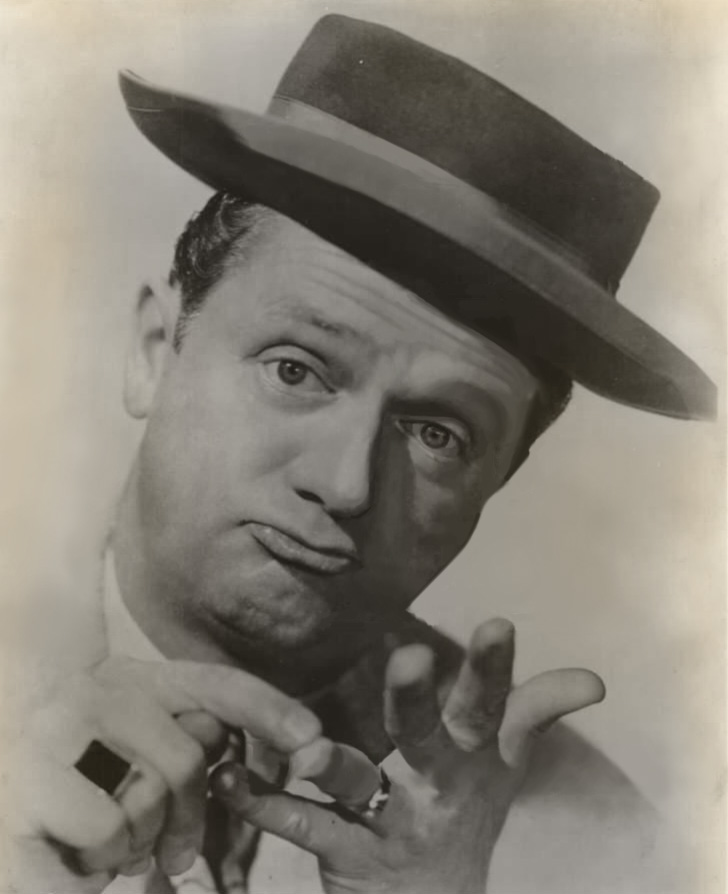
Wally Brown (1948)

Wally Edgar Brown (* 8. Oktober 1904 in Malden, Massachusetts; † 13. November 1961 in Los Angeles, Kalifornien) war ein US-amerikanischer Schauspieler.

## Leben
Wally Brown wurde 1904 in Malden, im US-Bundesstaat Massachusetts geboren. Er war der Sohn von Herbert und Lillian Brown. Er besuchte die Malden High School bis zum vorletzten Schuljahr. Er machte aber später seinen Abschluss an der Malden Commercial Business School und belegte Kurse an der Chicago University. Er arbeitete in einer Druckerei, einer Drogerie und einer Hotelküche. Er trat 15 Jahre lang im Varieté auf, bevor er zum ersten Mal im Film auftrat.
Brown begann seine Filmkarriere 1942 in Hollywood bei RKO Radio Pictures mit dem Film Petticoat Larceny. Als RKO beschloss, dem Komikerteam Abbott und Costello nachzueifern, wurde er mit Alan Carney zusammengebracht, wodurch „Brown & Carney“ entstand. Die Verträge von Brown und Carney wurden 1946 aufgelöst, danach verfolgten sie Solokarrieren.
Brown war mit der Tänzerin Mildred Lane verheiratet und sie hatten einen Sohn und eine Tochter. Am 13. November 1961 starb er im Alter von 57 Jahren im Valley Presbyterian Hospital in Los Angeles an einer Halsblutung.

## Filmografie
- 1939: Dodge City
- 1942: All Through the Night
- 1943: Radio Runaround (Kurzfilm)
- 1943: Mexican Spitfire’s Blessed Event (mit Alan Carney)
- 1943: Petticoat Larceny
- 1943: The Adventures of a Rookie (mit Alan Carney)
- 1943: The Seventh Victim
- 1943: Gangway for Tomorrow
- 1943: Around the World
- 1943: Rookies in Burma (mit Alan Carney)
- 1944: Seven Days Ashore (mit Alan Carney)
- 1944: Step Lively (mit Alan Carney)
- 1944: Girl Rush (mit Alan Carney)
- 1945: Zombies on Broadway (mit Alan Carney)
- 1945: Radio Stars on Parade (mit Alan Carney)
- 1946: Morgen und alle Tage (From This Day Forward)
- 1946: Notorious
- 1946: Genius at Work (mit Alan Carney)
- 1946: Lady Luck
- 1946: Vacation in Reno (mit Alan Carney)
- 1948: Bachelor Blues (Kurzfilm)
- 1948: Fünf auf Hochzeitsreise (Family Honeymoon)
- 1948: Backstage Follies (Kurzfilm)
- 1949: Heart Troubles (Kurzfilm)
- 1949: …und der Himmel lacht dazu (Come to the Stable)
- 1949: French Fried Frolic (Kurzfilm, mit Tim Ryan)
- 1950: Put Some Money in the Pot (Kurzfilm, mit Jack Kirkwood)
- 1950: Photo Phonies (Kurzfilm)
- 1950: Brooklyn Buckaroos (Kurzfilm, mit Jack Kirkwood)
- 1951: Tinhorn Troubadors (Kurzfilm, mit Jack Kirkwood)
- 1951: As Young as You Feel
- 1951: From Rogues to Riches (Kurzfilm, mit Jack Kirkwood)
- 1954: Es wird immer wieder Tag (The High and the Mighty)
- 1955: Untamed
- 1956: The Wild Dakotas
- 1957: Reife Blüten (Untamed Youth)
- 1957: Schicksalsmelodie (The Joker Is Wild)
- 1958: Einer muß dran glauben (The Left Handed Gun)
- 1958: Wink of an Eye
- 1959: Ein Schuß und 50 Tote (Alias Jesse James)
- 1959: Westbound
- 1959: Die Maus, die brüllte (The Mouse That Roared)
- 1959: Holiday for Lovers
- 1959: Alle meine Träume (The Best of Everything)
- 1959–1960: Johnny Ringo
- 1960: Who Was That Lady?
- 1961: Der fliegende Pauker (The Absent-Minded Professor)
- 1961: My Darling Judge
- 1961: The George Raft Story
- 1961: Josh (Wanted Dead or Alive)